# Йост Брурсе
Йост Брурсе (нід. Joost Broerse, нар. 8 травня 1979, Де-Білт) — нідерландський футболіст, що грав на позиції захисника.
Виступав, зокрема, за «Утрехт» та «Зволле», вигравши з кожним клубом Кубок та Суперкубок Нідерландіва, а також АПОЕЛ, з яким по два рази виграв чемпіонат і Суперкубок Кіпру, а також одного разу став володарем Кубка країни.

## Клубна кар'єра
У дорослому футболі дебютував 1997 року виступами за команду «Гронінген», в якій провів шість сезонів, взявши участь у 149 матчах чемпіонату. Більшість часу, проведеного у складі «Гронінгена», був основним гравцем захисту команди.
Своєю грою за цю команду привернув увагу представників тренерського штабу клубу «Утрехт», до складу якого приєднався 2003 року. Відіграв за команду з Утрехта наступні чотири сезони своєї ігрової кар'єри. Граючи у складі «Утрехта» також здебільшого виходив на поле в основному складі команди. За цей час виборов титул володаря Кубка Нідерландів, зігравши 90 хвилин у фіналі кубка проти «Твенте» (1:0). Він також вийшов у стартовому складі в матчі за Суперкубок проти «Аякса», де отримав червону картку, але «Утрехт» виграв 4:2 і став першим клубом за межами традиційної топ-3, який виграв цей трофей.
На початку 2008 року перейшов у кіпрський АПОЕЛ, за який виступав три з половиною роки. У першому ж сезоні він виграв Кубок Кіпру, а у наступному сезоні 2008/09 Брурсе став чемпіоном Кіпру з клубом, будучи гравцем з найбільшою кількістю ігрових хвилин. У сезоні 2009/10 Брурсе дебютував з командою у груповому етапі Ліги чемпіонів, допомігши команді зокрема здобути сенсаційну нічию проти «Челсі» (2:2), а наступного сезону додав до переліку своїх трофеїв ще один титул чемпіона Кіпру. Після цього його контракт, що закінчувався, не був продовжений влітку 2011 року.
У серпні 2011 року підписав однорічний контракт з голландським клубом «Ексельсіор» (Роттердам), по завершенні якого перейшов у «Зволле». У сезоні 2013/14 він виграв з командою Кубок Нідерландів, сенсаційно розгромивши у фіналі «Аякс» з рахунком 5:1. За кілька місяців «Зволле» з Брурсе у складі знову переміг «Аяксом» (1:0) у матчі на Суперкубок Нідерландів, здобувши останній трофей для гравця. 2015 року Брурсе завершив ігрову кар'єру, після чого став комерційним директором клубу. Прощальний матч Йоста Брурсе відбувся 27 червня 2015 року, в якому зіграли команди, що складалися з гравців, з якими він грав протягом своєї кар'єри, в тому числі Яп Стам та Арне Слот, а матч завкінчився з рахунком 4:1 на користь команди, що складалася з гравців його періоду в «Зволле» (2012–2015).. Брурсе зіграв по тайму за обидві команди.

## Виступи за збірну
19 вересня 1995 року Брурсе дебютував за юнацьку збірну Нідерландів U18 у товариському матчі проти однолітків з Данії (2:1). Загалом за цю команду протягом двох років провів 7 ігор.
25 квітня 2000 року дебютував у складі молодіжної збірної Нідерландів в товариському матчі проти Шотландії (2:0). Того ж року був учасником молодіжного чемпіонату Європи 2000 року, де зіграв в усіх трьох іграх, але нідерландці не вийшли з групи. Всього за молодіжку провів 10 матчів.

## Титули і досягнення
- Володар Кубка Нідерландів (2):

«Утрехт»: 2003/04
«Зволле»: 2013/14
- Володар Суперкубка Нідерландів (2):

«Утрехт»: 2004
«Зволле»: 2014
- Чемпіон Кіпру (2):

АПОЕЛ: 2008/09, 2010/11
- Володар Кубка Кіпру (1):

АПОЕЛ: 2007/08
- Володар Суперкубка Кіпру (2):

АПОЕЛ: 2008, 2009